# 不言実行
不言実行（ふげんじっこう）は、古代中国からの熟語。

## 概要
行動を行う場合には、それについての文句や理屈を言わないで、黙ってなすべきことをなすということである。

### 歴史
孔子によって君子というのはこのような人物であるということを示された言葉である。『論語』の為政第二の子貢問君子章であ、子貢が孔子に対して、君子とはどのような人物であるのかを説くということがあった。この時の孔子の答というのが、君子というものは言いたいことがあるのならば、まずは自分でその言いたいことの内容を行って、それからその言いたいことを言うような人物であるということであった。